# Arethusana obscura
Arethusana obscura är en fjärilsart som beskrevs av Adalbert Seitz 1908. Arethusana obscura ingår i släktet Arethusana och familjen praktfjärilar. Inga underarter finns listade i Catalogue of Life.